# Emoia mokolahi
Espèce
Emoia mokolahi est une espèce de sauriens de la famille des Scincidae.

## Répartition
Cette espèce est endémique des îles Vava'u aux Tonga.

## Étymologie
Le nom spécifique mokolahi vient du tongien moko, le lézard, et de lahi, gros, en référence au fait ce saurien est le plus gros des scinques des Tonga.

## Publication originale
- Zug, Ineich, Pregill & Hamilton, 2012 : Lizards of Tonga and a description of a new Tongan treeskink (Squamata: Scincidae: Emoia samoensis Group). Pacific Science, vol. 66, no 2, p. 225-237.